# ノルウェージャン・サン
ノルウェージャン・サン（Norwegian Sun）は、ノルウェージャン・クルーズラインの所有するクルーズ客船。ノルウェージャン・スターと共に、マイアミ港を母港とする。

## 概要
本船は、ノルウェージャン・クルーズラインのノルウェージャン・スカイ、コスタ・クルーズのコスタ・ヴィクトリアと同型で、最後の3番目に建造された。船価は3億5千万ドル。
2001年8月29日にドイツのロイド・ヴェルフトで竣工し、9月10日よりサウサンプトン発ボストン着のクルーズでデビュー。11月17日にマイアミで僚船ノルウェージャン・スターと同時に命名式を行った。
現在、カリブ海クルーズなどに就航している。